# Martin Plowman
Martin Plowman (ur. 3 października 1987 w Burton upon Trent) – brytyjski kierowca wyścigowy.

## Kariera
Plowman rozpoczął karierę w wyścigach samochodowych w roku 2006, od startów we Francuskiej Włoskiej Formule Renault oraz Europejskim Pucharze Formuły Renault 2.0. Podczas gdy w serii włoskiej był klasyfikowany na 23 pozycji, w edycji europejskiej stanął raz na podium. 108 punktów dało mu 5 miejsce w klasyfikacji generalnej. W późniejszych latach startował także w Formule 3 Euro Series, Firestone Indy Lights, IndyCar, American Le Mans Series oraz w FIA World Endurance Championship. W Formule 3 Euro Series  wystartował w 2008 roku, jednak nie zdobył punktów. Jest zwycięzcą 24-godzinnego wyścigu Le Mans w klasie LMP2 z 2013 roku.

## Statystyki
| Sezon | Seria                                                    | Zespół                          | Wyścigi | Zwycięstwa | PP | NO | Podium | Punkty | Pozycja |
| ----- | -------------------------------------------------------- | ------------------------------- | ------- | ---------- | -- | -- | ------ | ------ | ------- |
| 2006  | Włoska Formuła Renault                                   | Prema Powerteam                 | 15      | 0          | 1  | 0  | 1      | 108    | 5       |
| 2006  | Europejski Puchar Formuły Renault 2.0                    | Prema Powerteam                 | 14      | 0          | 0  | 0  | 0      | 7      | 23      |
| 2007  | Włoska Formuła Renault                                   | Prema Powerteam                 | 14      | 0          | 0  | 0  | 3      | 184    | 7       |
| 2007  | Europejski Puchar Formuły Renault 2.0                    | Prema Powerteam                 | 14      | 0          | 0  | 0  | 0      | 1      | 26      |
| 2008  | Formuła 3 Euro Series                                    | RC Motorsport                   | 14      | 0          | 0  | 0  | 0      | 0      | NS      |
| 2008  | Masters of Formula 3                                     | Signature-Plus                  | 1       | 0          | 0  | 0  | 0      | N/A    | 14      |
| 2009  | Firestone Indy Lights                                    | Panther Racing                  | 15      | 0          | 0  | 1  | 0      | 298    | 11      |
| 2010  | Firestone Indy Lights                                    | AFS Racing / Andretti Autosport | 13      | 1          | 2  | 0  | 3      | 392    | 3       |
| 2011  | IndyCar                                                  | AFS Racing                      | 3       | 0          | 0  | 0  | 0      | 49     | 33      |
| 2012  | American Le Mans Series – LMP2                           | Conquest Endurance              | 10      | 2          | 3  | 4  | 8      | 156    | 2       |
| 2013  | FIA World Endurance Championship Trophy for LMP2 Drivers | OAK Racing                      | 8       | 2          | 1  | 0  | 4      | 141,5  | 1       |
| 2013  | FIA World Endurance Championship                         | OAK Racing                      |         |            |    |    |        | 44,5   | 10      |
| 2013  | 24h Le Mans – LMP2                                       | OAK Racing                      | 1       | 1          | 0  | 0  | 1      | N/A    | 1       |
| 2014  | IndyCar                                                  | A.J. Foyt Racing                | 2       | 0          | 0  | 0  | 0      | 18     | 34      |
| 2014  | United Sports Car Championship - PC                      | BAR1 Motorsports                | 5       | 0          | 0  | 0  | 1      | 85     | 18      |